# Jenna Strauch
Jenna Strauch (Bendigo, 24 de marzo de 1997) es una deportista australiana que compite en natación, especialista en el estilo braza.
Participó en dos Juegos Olímpicos de Verano, en los años 2020 y 2024, obteniendo una medalla de plata en París 2024, en la prueba de 4 × 100 m estilos.
Ganó dos medallas de plata en el Campeonato Mundial de Natación de 2022 y una medalla de plata en el Campeonato Mundial de Natación en Piscina Corta de 2022.

## Palmarés internacional
| Juegos Olímpicos                    | Juegos Olímpicos      | Juegos Olímpicos | Juegos Olímpicos  |
| Año                                 | Lugar                 | Medalla          | Prueba            |
| ----------------------------------- | --------------------- | ---------------- | ----------------- |
| 2024                                | París (Francia)       | Medalla de plata | 4 × 100 m estilos |
| Campeonato Mundial                  |                       |                  |                   |
| Año                                 | Lugar                 | Medalla          | Prueba            |
| 2022                                | Budapest (Hungría)    | Medalla de plata | 200 m braza       |
| 2022                                | Budapest (Hungría)    | Medalla de plata | 4 × 100 m estilos |
| Campeonato Mundial en Piscina Corta |                       |                  |                   |
| Año                                 | Lugar                 | Medalla          | Prueba            |
| 2022                                | Melbourne (Australia) | Medalla de plata | 4 × 100 m estilos |